# Agasthenes fulvibasis
Agasthenes fulvibasis là một loài tò vò trong họ Ichneumonidae.